# Омелянчук Віра Кирилівна
Омелянчук Віра Кирилівна (11. 02. 1955, смт Черкаське Слов'янського, нині Краматорського р-ну Донецької обл.) — українська поетеса, журналістка. Член НСПУ (1992—2008), НСЖУ (1982).

## Життєпис
Дитинство та юність пройшли на Рівненщині. Після закінчення факультету журналістики Львівського університету від 1977 працювала кор. г. «Львівський залізничник» по Волинській та Рівненській області.
Мешкає у Луцьку. Авторка поетичної збірки «Чорний лелека» (К., 1990) та «Світар» (Л., 2000). Окремі твори увійшли до альманаху «Світязь» (1998, вип. 5; 1999, вип. 6), поетичної антології «Незгасна зоря України» (2001; обидва — Луцьк).
Її поезія приваблива метафоричністю, драматизмом емоцій, досить високою версифікаційною майстерністю. Характерним з цього погляду є цикл мініатюр «Зблиски».